# Жижин (Польша)
Жи́жин (пол. Żyrzyn; старая транскрипция Жиржин) — село в Пулавском повете Люблинского воеводства Польши; административный центр одноимённой гмины.
Население: около 1400 жителей (2004 год).

## История
8 августа во время восстания 1863 года при Жижине произошло сражение между русскими войсками и польскими повстанцами окончившиеся победой восставших.